# Grutas de Cacahuamilpa (Baron Gros)

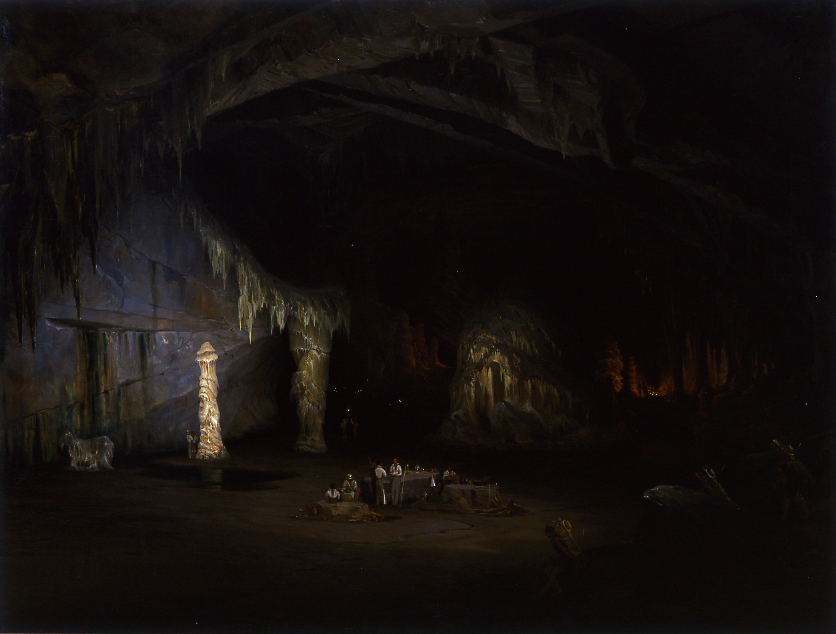
Grutas de Cacahuamilpa

Grutas de Cacahuamilpa es una pintura al óleo sobre lienzo de Jean-Baptiste Louis, conocido como Barón Gros, la cual fue terminada en 1835.

## Características de la obra
La pintura representa una de las cámaras de las Grutas de Cacahuamilpa ubicadas en el estado de Guerrero, México. El barón Gros realizó esta pintura en una segunda visita que hizo a las grutas. La obra recrea dos salones: el chivo, y el tronco y de la palmera. La obra, naturalista por su manufactura y de amplio formato (101.1 x 130.5 cm), muestra un contraste entre las pequeñas figuras contra las enormes figuras pétreas. Los personajes de la obra se muestran sentados y parados, usando algunas mesetas rocosas como mesas en las cuales también se observan objetos para la excursión.
Como otras obras de la época naturalista en la pintura, se le puede considerar un documento científico, pues representa a detalle las características de las grutas, así como los claroscuros que genera la iluminación artificial de los expedicionistas. También posee un temperamento romántico, por el carácter avasallador que el barón Gros logra y por “el paisaje como templo anímico del artista rebelde, convulsionado en su percepción de la realidad interior y exterior.”